# Brivio
Brivio är en kommun i provinsen Lecco i regionen Lombardiet i Italien. Kommunen hade 4 594 invånare (2018).